# Kirchenprovinz Pescara-Penne
Die Kirchenprovinz Pescara-Penne ist eine der vier Kirchenprovinzen der Kirchenregion Abruzzen-Molise der römisch-katholischen Kirche in Italien. 

## Gliederung
Folgende Bistümer gehören zur Kirchenprovinz:
- Metropolitanbistum: Erzbistum Pescara-Penne
  - Suffraganbistum: Bistum Teramo-Atri